# Thân hầu (thời Chu U vương)
Thân hầu (? – 771 TCN) (tiếng Trung: 申侯; bính âm: Shēn Hóu) là quân chủ nước Thân vào thời nhà Chu trong lịch sử Trung Quốc. Thân là chư hầu của thiên tử nhà Chu, nằm ở khu vực nay là Nam Dương tại tỉnh Hà Nam. Thân hầu được biết đến là ông ngoại của Chu Bình vương, vua nước Chu và Trịnh Trang công, vua nước Trịnh.
Thân hầu có một con gái là chính cung Vương hậu của Chu U vương, sinh Thái tử Nghi Cữu (宜臼). Về sau, sủng phi của U vương là Bao Tự sinh Công tử Bá Phục (伯服), U Vương quyết định phế truất mẹ con Thân hậu, lập Bao Tự làm Kế hậu, phong Bá Phục làm Thái tử, điều này khiến Thân hầu vô cùng phẫn nộ Năm 771 TCN, Thân hầu liên thủ với nước Tăng (繒/缯) và tộc Khuyển Nhung (犬戎) tấn công kinh đô nhà Chu ở Hạo Kinh (鎬京/镐京). U Vương dùng phong hỏa triệu tập chư hầu, song không ai hưởng ứng vì trước đó U Vương nhiều lần triệu tập suông để làm trò cười cho Bao Tự. Cuối cùng U Vương bị giết lại chân Ly Sơn (gần Tây An ngày nay.) Thân hầu, Lỗ hầu và Hứa Văn công tại nước Thân đã đưa Thái tử Nghi Cữu lên ngôi, trở thành Chu Bình vương. Sự kiện này đánh dấu sự kết thúc thời Tây Chu và bắt đầu thời Đông Chu.
Năm 761 TCN, con gái khác của Thân hầu là Vũ Khương (武姜), kết hôn với Trịnh Vũ công (郑武公), sinh 2 người con trai. Con trai cả là Ngụ Sinh (寤生), sau kế vị cha trở thành Trịnh Trang công.
Thân hầu mất năm 771 TCN.